# The Cinematic Orchestra

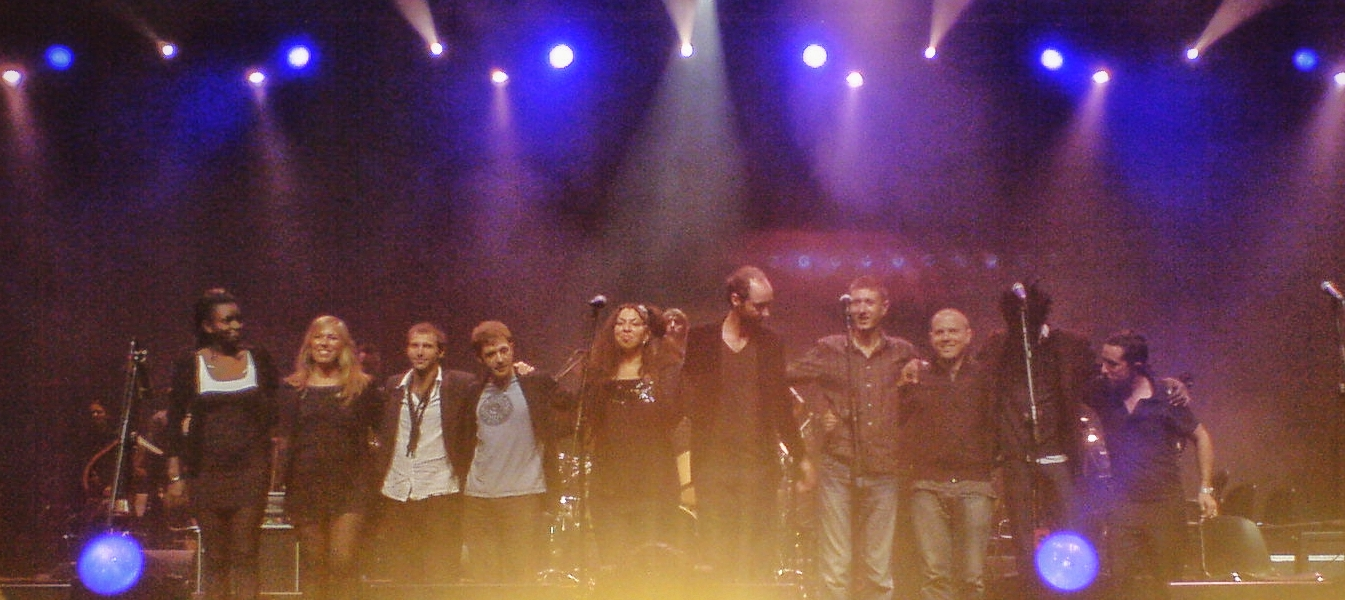
The Cinematic Orchestra

The Cinematic Orchestra is een jazzgroep gesticht door Jason Swinscoe in 1999 in Londen. Rond die tijd zat Swinscoe al bij Ninja Tune waar hij verantwoordelijk was voor de export van het label. Na het ronselen van een groepje jazz-spelers komt TCO met hun debuutalbum Motion. De huidige band bestaat uit: J. Swinscoe, Luke Flowers, John Ellis, Phil France, Tom Chant, PC.

## Discografie

### Albums
- Motion (1999)
- Remixes 98-2000 (2000)
- Every Day (2002)
- Ma Fleur (2007)
- Live at the Big Chill (2007)
- Live at the Royal Albert Hall (2008)
- Late Night Tales (2010)
- In Motion #1 (2012)
- To Believe (2019)
- To Believe(remixes) (2020)

### Singles
- Flite (Remix) / Man With a Movie Camera (Remix)
- Man With the Movie Camera single
- Horizon
- All That You Give
- Channel 1 Suite/Ode To The Big Sea
- Diabolus
- To Build a Home (Met Patrick Watson)

### Soundtracks
- Man With a Movie Camera (2003)
- The Crimson Wing: Mystery of the Flamingos (2008) (Disneynature)